# Xenopus poweri
Xenopus poweri es una especie de anfibio anuro de la familia Pipidae.

## Distribución geográfica
Esta especie se encuentra:
- en Nigeria;
- en Camerún;
- en la República Centroafricana;
- en la República democrática del Congo;
- en Angola
- en Zambia;
- en Zimbabue;
- en el norte de Botsuana;
- en el norte de Namibia.[2]

## Publicación original
- Hewitt, 1927 : Further descriptions of reptiles and batrachians from South Africa. Record of the Albany Museum, Grahamstown, vol. 3, p. 371-415.[3]